# Nir Am
Nir Am (en hebreo: ניר עם, lit. pradera del pueblo) es un kibutz situado en el distrito meridional de Israel. Está ubicado cerca de Sederot y tiene una área de 20.000 dunams, pertenece a la jurisdicción del Concejo Regional Shaar HaNéguev. En 2016 tenía una población de 513 habitantes.

## Historia
El pueblo fue establecido el 19 de agosto de 1943 por inmigrantes procedentes de Besarabia, que eran miembros del movimiento juvenil sionista Gordonia, entre ellos estaba Zvi Guershoni, quien sería más tarde un miembro de la Kneset (el parlamento israelí). Durante años el kibutz ha absorbido también a inmigrantes procedentes de Argentina, Francia y Sudáfrica. Durante la guerra de 1948 fue el cuartel general de la brigada Néguev.
Durante el ataque del grupo yihadista Hamás en 2023, Nir Am fue una de las pocas aldeas cercanas a la Franja de Gaza que evitó la infiltración enemiga y las víctimas civiles, gracias a la rápida reacción de su equipo de seguridad.

## Galería de imágenes

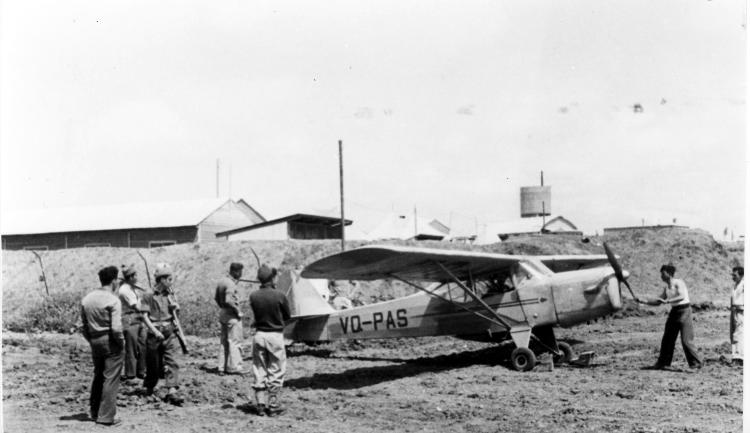
Pilotos del Palmaj en Nir Am, 1948.
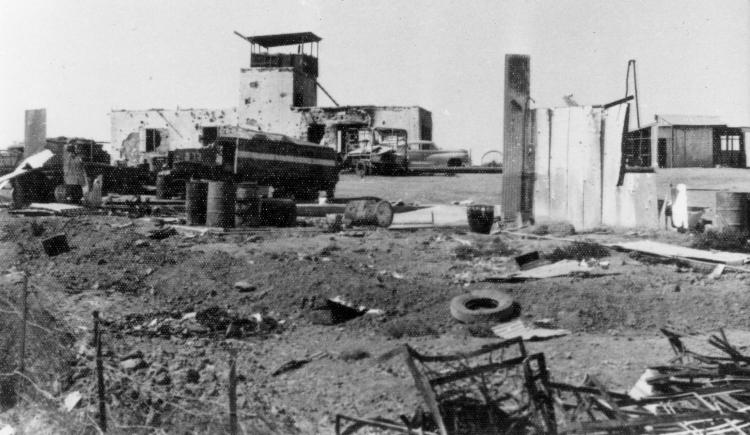
Nir Am después de los combates en 1948.
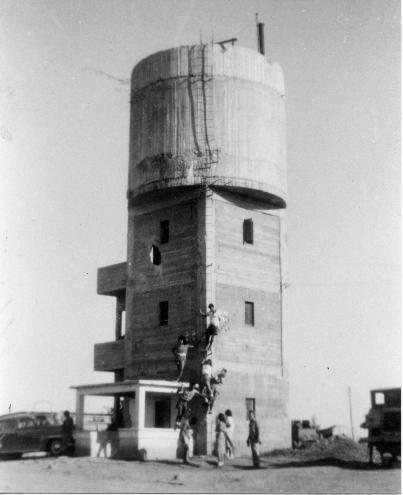
El Kibutz Nir Am en Octubre de 1948.